# Homohuwelijk in Oregon
In de Amerikaanse deelstaat Oregon ontstond in 2004 en 2005 controverse over de invoering van het homohuwelijk. Op 3 maart 2004 begon de Multnomah-gemeente huwelijkslicenties te verstrekken aan homoseksuele koppels, na een uitspraak van een officier van justitie waarin geacht werd dat zulke huwelijken niet onrechtmatig waren. Tegenstanders van het homohuwelijk spanden een rechtszaak aan, die op 9 maart voorkwam. Tegen die tijd waren al 1700 licenties uitgegeven, waarvan zo'n 30 procent aan mensen uit de staat Washington. Tijdens de rechtszaak weigerde de rechter een tijdelijk verbod op het homohuwelijk in te stellen, en het ministerie van justitie meldde dat het niet de macht had om Multnomah te verbieden de licenties te verstrekken. Op 20 april besloot een hogere rechtbank dat Multnomah geen extra licenties meer mocht uitgeven aan homoseksuelen, maar dat de staat de 3022 al verstrekte huwelijkslicenties moest erkennen.
De conservatieve Defense of Marriage organisatie verzamelde uiteindelijk de benodigde 100.000 handtekeningen, waardoor over een grondwetswijziging die het homohuwelijk verbood gestemd kon worden bij de presidentsverkiezingen in november 2004. Uiteindelijk werd het amendement met 57 procent vóór aangenomen, waardoor eerder gesloten homohuwelijken nietig verklaard werden. In tien andere staten werden gelijke grondwetswijzigingen aangenomen.
In 2014 klaagden de homoseksuele koppels Paul Rummell en Ben West, en Lisa Chickadonz en Christine Tanner de staat aan. Zij beargumenteerden dat het verbod op het homohuwelijk in strijd zou zijn met de Amerikaanse grondwet. Op 19 mei 2014 stelde de rechter hen in het gelijk en sprak uit dat het verbod inderdaad ongrondwettelijk is.

## Geregistreerde partnerschappen
Op 8 juli 2005 nam het parlement van Oregon een wet aan die geregistreerde partnerschappen voor koppels van hetzelfde geslacht mogelijk maakte, met 19 stemmen vóór en 10 tegen. De wet verbood verder ook discriminatie op basis van seksuele oriëntatie bij sollicitatieprocedures, openbare gelegenheden en accommodatievoorzieningen. De Republikeinse voorzitster van het parlement, Karen Minnis, weigerde de wet goed te keuren en paste een procedure toe waarbij de tekst van een wet gewijzigd wordt, vaak in een compleet ongerelateerd onderwerp. De geregistreerde partnerschappen zijn daardoor van de baan.